# Tránsito Amaguaña
Rosa Elena Tránsito Amaguaña Alba (Pesillo, Cayambe, 10 de septiembre de 1909-Pesillo, Cayambe, 10 de mayo de 2009) fue una activista indigenista ecuatoriana que, a mediados del siglo XX, junto a Dolores Cacuango, dirigió la primera huelga de trabajadores en Olmedo.
Mujer, indígena, analfabeta, maltratada y sumida en la pobreza, inscribe su actividad política en el sindicalismo indígena, que alcanza importante expresión al conformarse la Federación Ecuatoriana de Indios en 1944. Poco después logra que se ponga fin al sistema de explotación doméstica de las "huasicamías y servicias" y demanda el cumplimiento del Código de Trabajo. Promueve y conforma la cooperativa agraria como uno de los mecanismos de presión social y política para exigir al Estado la entrega de tierra para los indígenas.

## Biografía
Sus padres fueron Vicente Amaguaña y Mercedes Alba, quienes trabajaban en una hacienda latifundista perteneciente a Roberto Jarrín y Aquiles kaiser. 
Laboraban una pequeña parcela o huasipungo junto al volcán Cayambe. Los padres de Tránsito Amaguaña aguantaron maltratos de sus patrones durante un largo periodo de tiempo. Tránsito Amaguaña solo asistió a la escuela durante seis meses, en los cuales aprendió bases de lectura y escritura. 
Sus padres sufrieron maltrato físico por parte de sus patrones y jefes. Una vez a su padre le rompieron la cabeza por haber ido a recibir terneros sin pedir permiso en sábado. Los indígenas solían referirse entre ellos al patrón como “gamonal” que significa patrón de hacienda, pero que en esa época también simbolizaba la explotación más cruel hacia al indígena campesino. Recibían la paga de su trabajo con alimentos como papa, cebada y trigo.  
Una pequeña Tránsito empezó a trabajar para los patrones de sus padres a los 7 años realizando tareas domésticas, pues se consideraba que ya tenía la edad suficiente para lavar, barrer, traer hierba, pasar la comida a los trabajadores de la hacienda, entre otras actividades.
A los catorce años fue obligada a casarse con un hombre de 25 años. Un año después concibió a su primer hijo. Finalmente, tuvo 4 hijos varones con su único marido. Sin embargo, el matrimonio duró poco ya que su esposo era alcohólico, la maltrataba y no apoyaba a los indígenas. Ya divorciada, comenzó su activismo comunitario, primero a través de organizaciones relacionadas con el Partido Socialista Ecuatoriano y, después, en marchas indígenas, como las "marchas a Quito" de 1930, reclamando tierras y derechos laborales. Su participación en la huelga agrícola de 1931, en la localidad de Olmedo le costó la destrucción de su vivienda y 15 años de clandestinidad.
En 1944, el movimiento indígena respaldó a José María Velasco Ibarra, quien reconoció oficialmente las organizaciones indígenas campesinas, como la Federación de Indígenas del Ecuador. En 1954, Tránsito Amaguaña apoyó la organización de los campesinos de la costa, que fundaron la Federación Ecuatoriana de Trabajadores Agrícolas del Litoral. En 1946 fundó la Federación Ecuatoriana de Indios, junto a otros líderes campesinos para promover la distribución de tierras , y en los años 1950 impulsó la fundación de escuelas bilingües, en español y quechua. Vinculada al Partido Comunista, luchando por implantar un sistema cooperativista en el campo, en 1961 fue acusada de tráfico de armas, y permaneció cuatro meses en la cárcel. Cuando salió, sin cargos, tuvo que afrontar el fallecimiento de sus padres y de varios de sus hijos. En 1962 viajó por primera vez a Cuba y a la Unión Soviética en representación del PCE y de los indígenas ecuatorianos al Congreso del Partido Comunista de la URSS.

### Partido Comunista
"Me afilié al partido comunista por hambre y por maltrato", aseguraba Tránsito mientras vivía. En el ámbito del partido, desarrolló un modelo particular de liderazgo femenino. Tuvo instalada su vivienda en La Chimba, pero su actividad política fue intensa y la repartió entre el campo y la ciudad.  Se la encontraba presente en las reuniones del Partido Comunista en Quito, y siempre lista para movilizar, mediante asambleas, al pueblo indígena de Cayambe. En la capital se dedicaba a la siembra, con azadón y barra, en los campos adyacentes a Quito como los que se encontraban a un lado del Penal García Moreno.

### En la Comunidad Indígena
En otro escenario, y a inicios de la década de los cuarenta, la población indígena que no formaba parte del sindicalismo, dejaba notar que percibía el influjo del sector indígena entregado a la militancia partidaria. Al amparo de la Ley de Comunas, su capacidad organizativa apareció frontalmente, así como la comprensión de su propia institucionalidad a partir de la defensa de derechos fundamentados en su organización tradicional.
La organización indígena ha impreso en la comprensión social indígena un sentido de independencia étnica. En febrero de 1940, los indígenas pertenecientes a la comunidad de Cotacachi resolvieron reorganizar su propio cabildo con el objeto de defender sus tierras y oponerse a un posible embargo. Se les había anunciado, desde el poder público, la obligación de pagar impuestos establecidos por las leyes del país, pero ellos desconocieron esta obligación y expresaron que las tierras eran de ellos, que no tenían por qué pagar nada a nadie, y que no iban a pagar en ese tiempo, porque esas tierras eran sus herencias.
En 1936 logró que en el Código de Trabajo, al igual que la Ley de Comunas de 1937, por primera vez, y bajo el amparo de los sindicatos, se incluya una serie de normas para reglamentar el trabajo agrícola, las relaciones entre peones y patrones y la defensa de las tierras comunales. Junto con Dolores Cacuango, otra líder indígena, desde 1946, organizó las escuelas bilingües indígenas, con el apoyo de la dirigente política y maestra Luisa Gómez de la Torre, quien las administraba secretamente, porque no eran reconocidas por el gobierno de la época. En 1944, el presidente José María Velasco reconoció a las organizaciones indígenas campesinas como Federación de Indígenas del Ecuador. En 1954, Tránsito apoyó la organización campesina de la Costa, que fundaron la Federación Ecuatoriana de Trabajadores Agrícolas del Litoral.

### Fundadora de la Federación Ecuatoriana de Indios
Participó en la creación de los primeros sindicatos agrícolas del país y junto a otros defensores de derechos humanos fundó la Federación Ecuatoriana de Indios en 1944.
La FEI surgió de una perspectiva subalterna y no-gubernamental, y lanzó una agenda mucho más radical. Siempre mantuvo su base social en las luchas de los huasipungueros por la tierra, más que todo en las haciendas estatales de la Junta Central de Asistencia Pública (luego Social) en zonas como Chimborazo, Cotopaxi y Cayambe en la sierra central y norte. Al contrario del IIE, la FEI nació como un proyecto de colaboración que cultivó la participación activa de militantes indígenas. Una interpretación errónea de la historia de la FEI crece parcialmente de la suposición de que el Partido Comunista, como otros partidos políticos de esa época, era singularmente un fenómeno de las élites urbanas. Los indígenas, sin embargo tenían una presencia pequeña pero significante en el partido. Ellos lograron abrir los ojos de los izquierdistas urbanos a los importantes aspectos étnicos de las luchas indígenas.
Posteriormente promovió y conformó la cooperativa agraria como uno de los mecanismos de presión social y política para exigir al Estado la entrega de tierra para los indios.
Por iniciativa propia y sin apoyo del Gobierno, en 1945 inició las escuelas campesinas, fundando, en el área de Cayambe, cuatro escuelas bilingües (quichua-español), recuerda Ecuadorimediato.Al regresar de la Unión Soviética, en 1963, a donde viajó para asistir a un Congreso, fue detenida y encarcelada, acusada de recibir dinero y armas rusas para promover la revolución en el país, algo que ella desmintió. Amaguaña, agitadora beligerante, incansable luchadora, activista persistente, se entregó a la causa pese a la persecución constante.

## Fallecimiento
Tránsito Amaguaña murió el 10 de mayo de 2009, a los 99 años en la misma comunidad donde nació. A su sepelio asistieron  diversos líderes del sector obrero, campesino e indígena de Ecuador. La pérdida de una líder a sus 99 años, deja como herencia a su pueblo su inquebrantable lucha por la tierra, agua, educación para sus hijos e hijas. Humberto Cholango, presidente de la Ecuarunari, señaló que "la partida de mamá Tránsito deja, para el movimiento indígena, una enorme perdida y un gran vacío".
Una de sus más célebres y recordadas frases es la siguiente: 

Yo me he envejecido en esta lucha, y ahora 
por lo menos he de morir comunista.

## Reconocimientos
- En 2023, fue incluida en la nueva serie de monedas de 50 Centavos de dólar de Ecuador
- En 1988, el Gobierno le concedió una pensión, con la que se retiró a Pesillo a sembrar sus tierras.
- En 1990, en la zona sur de la ciudad de Quito, se fundó una unidad educativa intercultural bilingüe, que lleva su nombre.
- El 1 de abril del 2012, en la ciudad de Guayaquil, se inauguró un colegio con su nombre en honor a ella.
- En 1936, lograron que el Código de Trabajo, y la Ley de Comunas de 1937, reuniera normas para reglamentar el trabajo agrícola, las relaciones entre peones y patrones y la defensa de las tierras comunales.
- En 1944, el movimiento indígena respaldó a José María Velasco Ibarra, quien reconoció oficialmente las organizaciones indígenas campesinas, como la Federación de Indígenas del Ecuador.
- En 1954, Tránsito Amaguaña apoyó la organización de los campesinos de la Costa, que fundaron la Federación Ecuatoriana de Trabajadores Agrícolas del Litoral.